# Pingstkyrkan Bredäng

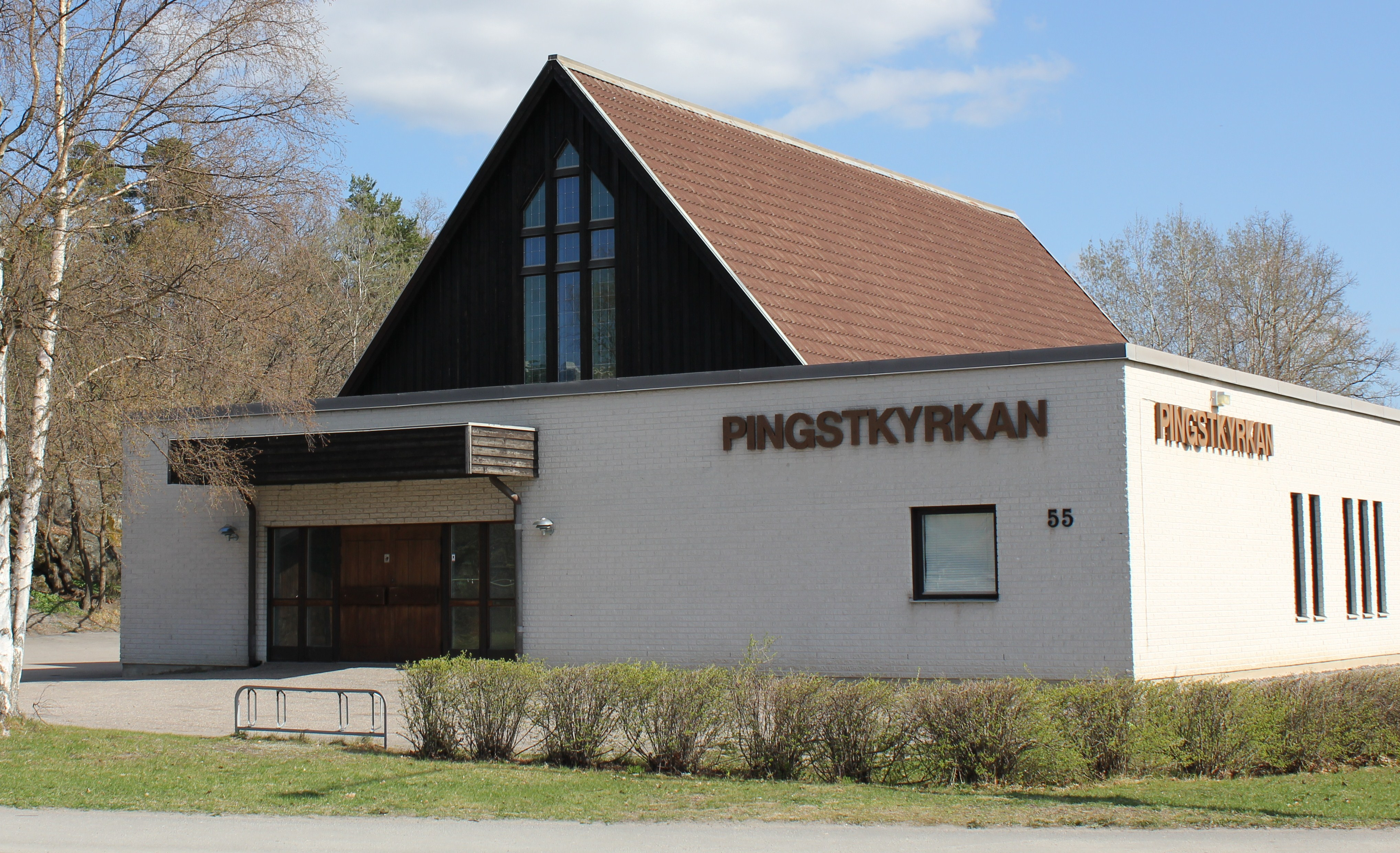
Pingstkyrkan i Bredäng.

Pingstkyrkan Bredäng är den enda frikyrkan i Bredäng i stadsdelsområdet Skärholmen i Stockholm. Det är den enda pingstkyrkan i Stockholms sydvästra förorter.

## Historik
Föregångare till den nuvarande kyrkan fanns i Aspudden (från 1913 på Jarlagatan 35, nuvarande Hägerstensvägen 145), i Mälarhöjden (bland annat på Mälarbio på Sätravägen 23, nuvarande Mälarhöjdsvägen 23) och i Älvsjö (från 1962 på Herrängsvägen 21).
2004 firade församlingsgruppen 90-årsjubileum.

## Kyrkobyggnaden

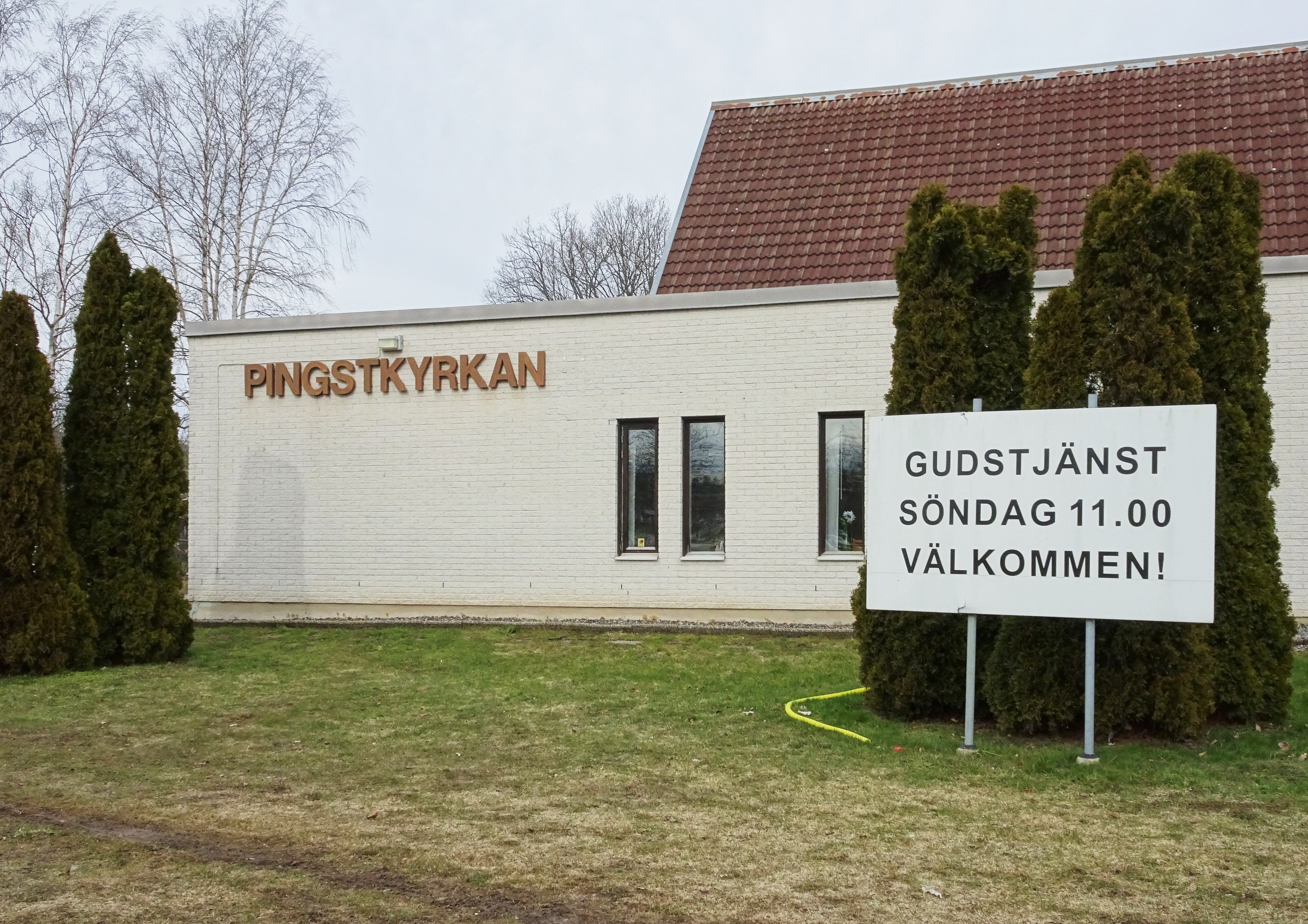
Pingstkyrkan i mars 2020.

År 1979 invigdes den tidstypiskt vita och bruna tegel- och träkyrkan, som ligger väl synlig vid en av Bredängs "infarter", i hörnet av Skärholmsvägen och södra änden av Bredängs allé (med adress Bredängs allé 55). Mot Skärholmsvägen finns, likt ofta utanför kyrkor i USA, en stor skylt med inbjudan till kyrkans verksamhet. Det moderna träblonda kyrkorummet domineras av de höga takbågarna i limträ, korset i fondfönstret, talarstolen med namnet Jesus centralt på podiet, samt dopgraven på podiet högra sida. Därtill finns även lokaler för söndagsskola, kyrkkaffe och liknande.   

## Verksamhet
Församlingen har nära band med Filadelfiaförsamlingen, Stockholm och med övriga pingströrelsen i Sverige, samt med de andra kristna församlingar i sydvästra Stockholmsområdet. Församlingens arbete bedrivs huvudsakligen av ideella krafter, men man avskiljer även pastor och så kallade äldste för att tjäna församlingen med förkunnelse och för att leda församlingens arbete.
Då besökarna kommer från många olika länder, tolkas gudstjänsterna till arabiska, engelska, ryska och spanska. Vissa dagar har man samlingar på lingala.

## Föreståndare
- Ingvar Henningsson
- Stig Alkebratt (1934–2013)
- Abner Dahl (1917–2002)
- Stig Norrby
- Olof Sahrling
- Josef Pansell (född 1974)
- Joakim Davidson